# Ruth Keelikolani
Ruth Keelikolani, connue aussi sous le nom de Luka Keelikolani, née le 17 juin 1826 à Honolulu (Hawaï) et morte le 24 mai 1883 à Kona (Hawaï), est une princesse royale hawaïenne et un membre officiel de la maison de Kamehameha (dynastie fondatrice du royaume d'Hawaï). Elle est également le premier propriétaire foncier du pays et le plus riche des îles hawaïennes. Fille de la régente Kinau et du gouverneur Mataio Kekūanāoa, elle est la sœur des rois Kamehameha IV et Kamehameha V, la nièce des rois Kamehameha II et Kamehameha III et la petite-fille de Kamehameha Ier, fondateur de la monarchie. En tant que l'un des principaux héritiers de la famille Kamehameha, Ruth est devenue propriétaire d'une grande partie de la fortune de la famille royale ce qui lui a permis de financer les Écoles Kamehameha. Son nom Keelikolani signifie bourgeon de feuille du ciel.

## Biographie

### Famille
La mère de Ruth Keelikolani était Elisabeta Kinau, fille du roi Kamehameha Ier et régente du royaume d'Hawaï au nom de son jeune demi-frère le roi Kamehameha III à partir de 1824. Elle mourut en 1839 alors que Ruth était âgée d'à peine 13 ans. Son père, Mataio Kekūanāoa était un proche et ami du roi Kamehameha II ainsi que gouverneur de l'île d'Oahu.
Aînée d'une fratrie de 7 enfants, Ruth Keelikolani est la sœur des futurs rois Kamehameha IV et Kamehameha V, des princes David Kamehameha et Moses Kekuaiwa et des princesses Bernice Pauahi et Victoria Kamāmalu.
Keelikolani est née à Kona près du Palais de Iolani. Dès son plus jeune âge, elle fut placée sous la responsabilité de la reine douairière Kaʻahumanu, ancienne de son grand-père le roi Kamehameha Ier. Cette dernière assuma le rôle de tutrice des enfants royaux avec la complicité de Kinau qui voulait que ses enfants reçoivent une éducation soignée mais digne d'un membre d'une lignée royale.

### Éducation et héritage de Kaʻahumanu

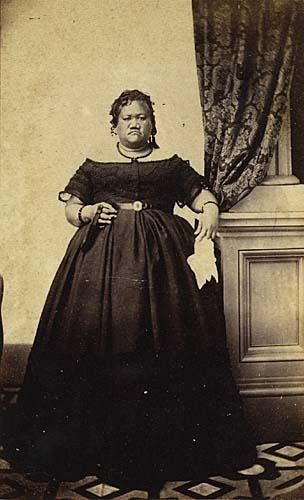
La princesse Keelikolani, photographiée par Henry L. Chase.

Un différend entre le noble Boki, ancien fidèle du roi Kamehameha II, et la reine douairière Kaʻahumanu éclata en 1829 sur la ligne de succession lorsque la reine voulut désignée la princesse Keelikolani comme héritière d'une partie de sa fortune en tant qu'aînée des petits-enfants du roi Kamehameha Ier. C'est à ce moment-là que Boki, rival de la reine douairière, conçu un plan pour écarter cette dernière de la cour. Le 20 juin 1829, Boki rendu visite à la princesse Nāhiʻenaʻena et au roi Kamehameha III et leur conseilla de réclamer l'héritage de Kaʻahumanu à la place des enfants de leur demi-sœur Kinau afin de disqualifier Keelikolani du testament de la reine douairière. Mais le roi, sous la tutelle de Kinau, s'opposa ouvertement à Boki et pris le parti de sa demi-sœur et de ses neveux. Le roi et sa sœur, Nāhiʻenaʻena, ont ainsi déclaré que Kaʻahumanu avait le droit de décider de telles choses en tant que veuve du roi Kamehameha Ier. Par la suite, Boki a admis sa jalousie au sujet de l'emprise de Kaʻahumanu et de Kinau sur le roi mais a été persuadé de mettre fin à la discorde afin d'apaiser les tensions.

### Mode de vie
À l'âge adulte, Ruth est une ardente défenseur des anciennes traditions et coutumes hawaïennes. Alors que le royaume est totalement christianisé, et qu'il s'anglicise et s'urbanise, elle préfère vivre comme une noble femme attachée aux anciennes traditions du règne de son grand-père Kamehameha Ier. Alors que ses domaines royaux étaient remplis d'élégants palais et demeures construites pour sa famille, elle a choisi de vivre dans une grande maison traditionnelle en herbe surélevée en pierre. Alors qu'elle comprenait l'anglais et le parlait couramment, elle utilisait exclusivement la langue hawaïenne, obligeant les anglophones à utiliser un traducteur. Bien que formée à la religion chrétienne et ayant reçu un nom chrétien, elle honorait des pratiques considérées comme païennes, telles que le patronage des chanteurs et des danseurs de hula.
Considérée comme une beauté dans sa jeunesse, elle prit du poids en vieillissant et une intervention chirurgicale pour une infection nasale lui défigura le visage, bien que des rumeurs aient circulé selon lesquelles son époux, Isaac Young Davis, lui aurait cassé le nez lors de l'une de leurs nombreuses disputes. Elle en est venue à adopter des méthodes modernes, telles que les modes victoriennes en matière de coiffure et de robes.
Tout comme sa mère, Ruth souffrait d'obésité. À la fin de sa vie, elle pesait 200 kg et mesurait plus de 1,80 m. Ses larges traits étaient accentués par un nez aplati à la suite de son intervention chirurgicale suivie d'une infection. Pour ajouter à sa stature, les auditeurs ont décrit la voix de la princesse Ruth comme un « grondement lointain semblable au tonnerre ».

### Rôle politique

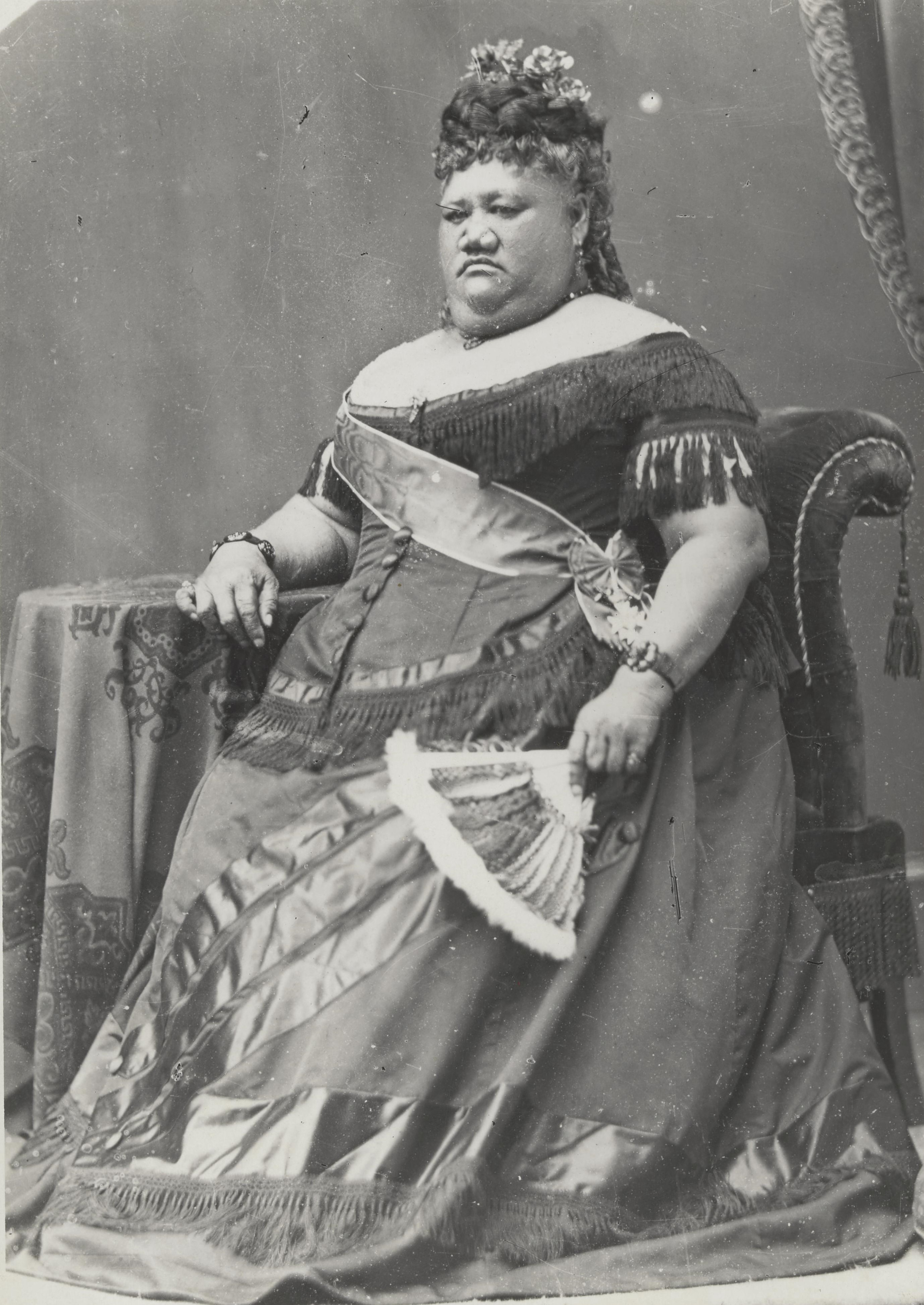
Portrait de la princesse Ruth Keelikolani.

En tant que gouverneure et héritière de vastes domaines, elle avait plus de pouvoir politique et de richesse que la plupart des femmes des autres régions du monde. À la tête d'une fortune de plus en plus colossale, elle a embauché des hommes d'affaires tels que Sam Parker et Rufus Anderson Lyman, descendants d'Américains, pour l'aider à s'adapter aux nouvelles règles de propriété foncière. Au lieu de vendre la terre, elle a offert des loyers à long terme, ce qui a encouragé les colons à démarrer des fermes familiales prospères et lui apportée un revenu sûr. Avec les années, elle devient une femme d'affaires avisée. Dans un cas notoire, elle a vendu à Claus Spreckels ses revendications sur les terres de la Couronne pour 10 000 $. Les terres valaient 750 000 $, mais elle savait que ses prétentions à leur égard étaient sans valeur.
En 1847, elle fut nommée au Conseil privé de son oncle le roi Kamehameha III et servit de 1855 à 1857 à la Chambre des nobles. Le 15 janvier 1855, elle fut nommée gouverneure royale, où elle servit jusqu'au 2 mars 1874. Lorsque son dernier frère, le roi Kamehameha V, meurt en 1872, ne laissant aucun héritier au trône, certains se tournent alors vers elle pour prendre sa succession. Mais, déprimée depuis la mort de son fils unique en 1859, elle refusa la couronne tout comme son autre sœur la princesse Bernice Pauahi, laissant le trône à leur cousin, Lunalilo.
En 1874, à la mort du nouveau roi Lunalilo sans descendance, une nouvelle crise de succession se déclara. Les nobles se tournèrent une nouvelle fois vers Keelikolani et sa sœur Bernice mais les deux princesses refusèrent, préférant soutenir la candidature au trône de leur belle-sœur, la reine douairière Emma, veuve du roi Kamehameha IV. Mais la Chambre des nobles préfère se tourner vers un autre cousin, le prince David Kalakaua, qui devient alors le roi Kalakaua. Ce dernier n'ayant pas d'enfant, c'est son frère, le prince Leleiohoku, qui fut nommé prince héritier. Leleiohoku, depuis sa tendre enfance, est sous l'emprise de Keelikolani qui s'occupa de son éducation. Considérée comme sa mère de substitution, Keelikolani, ayant perdu son fils, désigna Leleiohoku comme l'héritier de sa fortune. Mais ce dernier mourut en 1877 sans hérité de la fortune de Keelikolani et sans jamais être devenu roi.

### Mort

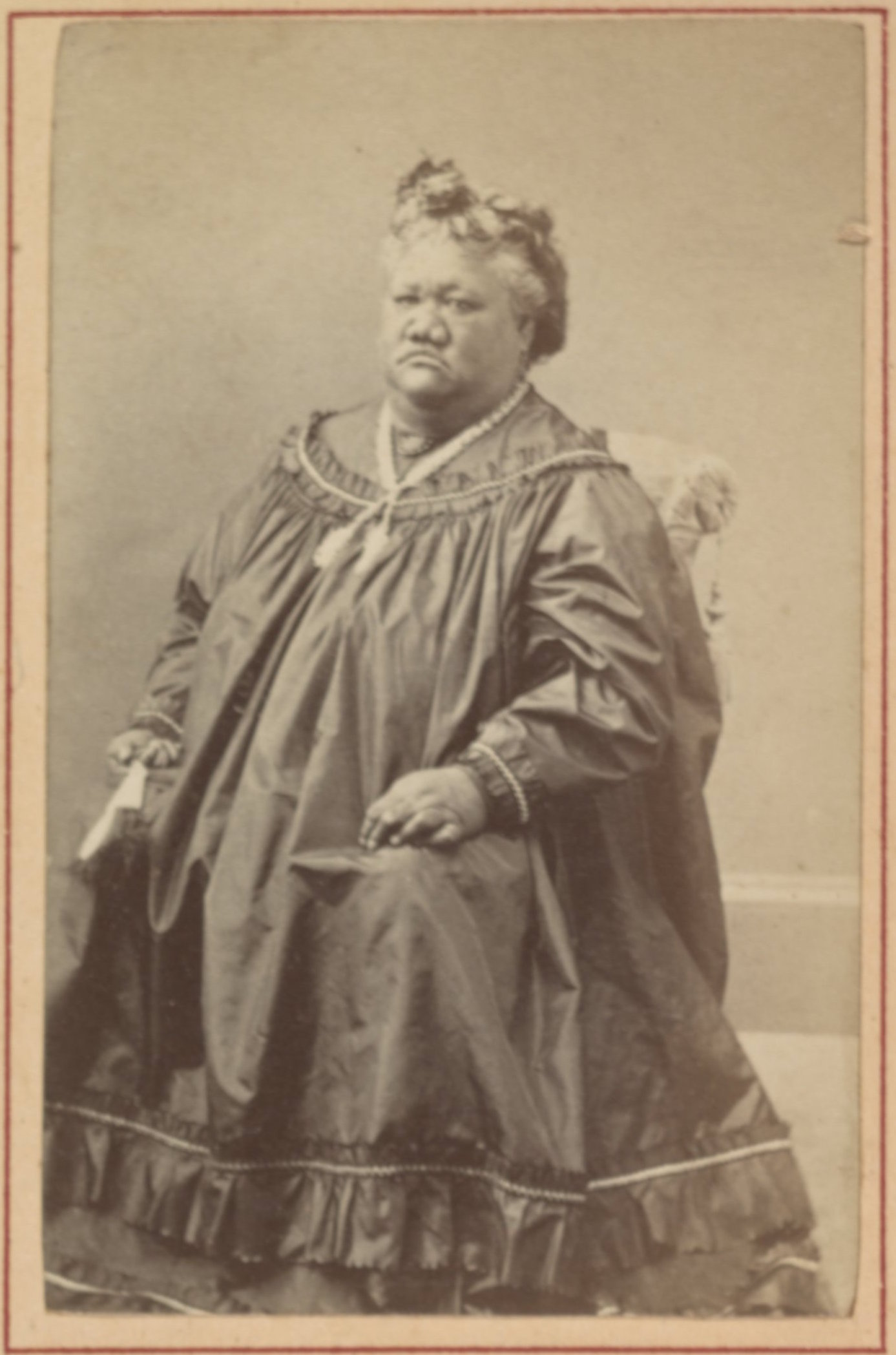
Keelikolani dans les dernières années de sa vie.

Keelikolani décède quelques années plus-tard au palais Huliheʻe, à Kona, à 9 heures du matin, le 24 mai 1883. Son corps a été renvoyé à Honolulu pour des funérailles royales et elle a été enterrée dans le Mausolée royal. Dans son testament, elle laisse quelques biens à sa sœur Bernice Pauahi alors qu'une grande partie de sa fortune est confiée à la Couronne, donc au roi Kalākaua.

## Descendance
Avant l'âge de seize ans, Keelikolani a épousé son premier mari, William Pitt Leleiohoku (1821–1848), veuf depuis 1836 de la princesse Nāhiʻenaʻena, Peu de temps, après son mariage, son mari meurt à l'âge de 27 ans des suites d'une épidémie de rougeole.
Le 2 juin 1856, elle épousa son deuxième mari, Isaac Young Davis (1826–1882), fils de George Hueu Davis et de sa femme Kahaʻanapilo Papa (donc petit-fils d'Isaac Davis). Leur mariage fut malheureux et ils divorcèrent en 1868. La perte précoce de leur enfant mort-né n'aida pas.
Ainsi, Keelikolani n'eut qu'un seul fils légitime, issu de son premier mariage : John William Pitt Kinau, né le 21 décembre 1842 et décédé le 9 septembre 1859 à l'âge de 16 ans. Neveu du roi Kamehameha IV, il fut désigné comme son héritier avant la naissance de son cousin le prince Albert Kamehameha.